# Xubuntu
Xubuntu (/zʊˈbʊntuː/) là một phân phối cộng đồng của hệ điều hành Ubuntu được Canonical Ltd. công nhận. Tên Xubuntu là kết hợp giữa hai chữ Xfce và Ubuntu, vì nó sử dụng môi trường desktop Xfce, thay vì desktop GNOME (trước đó là Unity) của Ubuntu.

## Mục tiêu

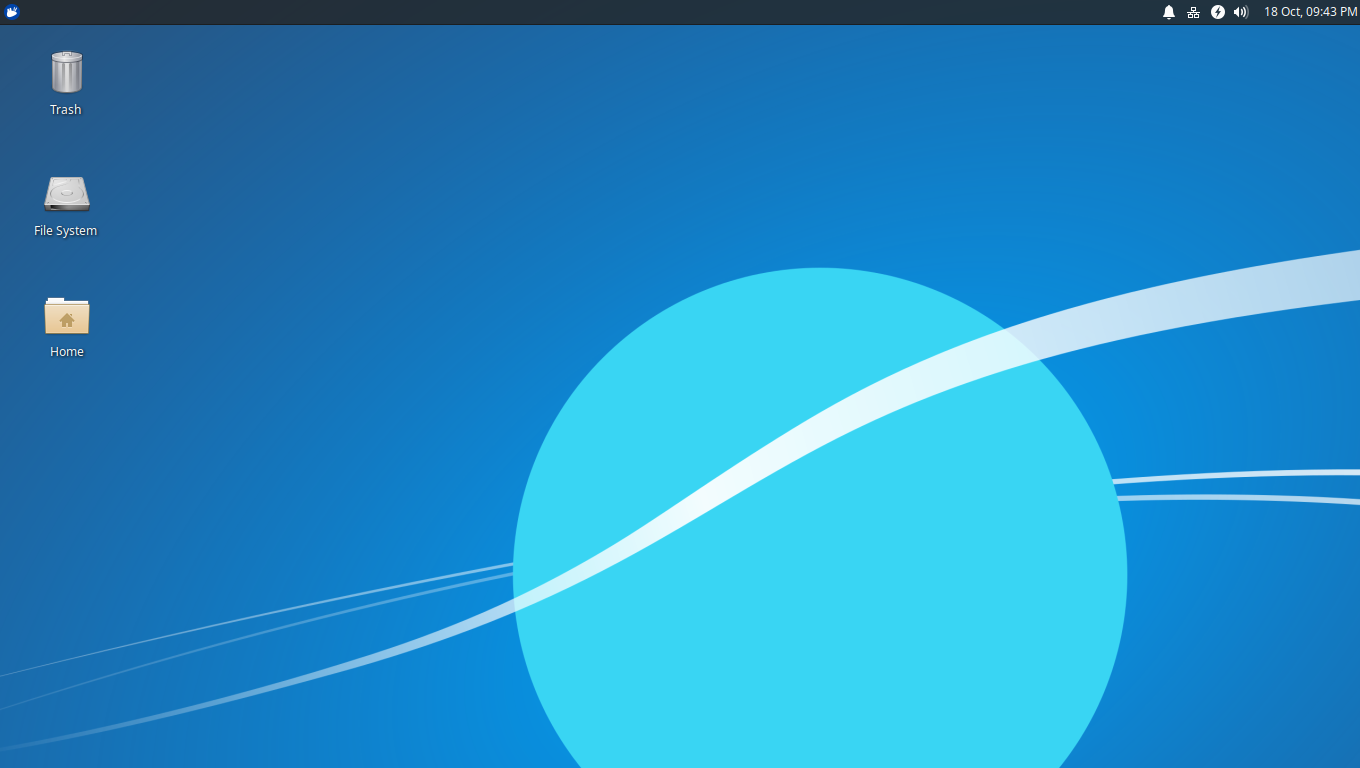
Desktop Xubuntu 19.10

Mục tiêu của Xubuntu là:
| “ | cung cấp phân phối dễ sử dụng, dựa trên Ubuntu, sử dụng Xfce làm desktop đồ họa, tập trung vào tích hợp, khả năng sử dụng và hiệu suất, đặc biệt tập trung vào dung lượng bộ nhớ thấp. Việc tích hợp trong Xubuntu nằm ở cấp cấu hình, cấp bộ công cụ và phù hợp với công nghệ cơ bản bên dưới desktop trong Ubuntu. Xubuntu sẽ được xây dựng và phát triển tự động như một phần của cộng đồng Ubuntu rộng hơn, dựa trên lý tưởng và giá trị của Ubuntu. | ” |

## Lịch sử

Logo đầu tiên của Xubuntu

Xubuntu ban đầu dự định được phát hành cùng lúc với Ubuntu 5.10 Breezy Badger, ngày 13 tháng 10 năm 2005, nhưng công việc chưa hoàn thành trước ngày đó. Thay vào đó, tên Xubuntu đã được sử dụng cho siêu dữ liệu xubuntu-desktop có sẵn thông qua Synaptic Package Manager để cài đặt desktop Xfce.
Phát hành chính thức đầu tiên của Xubuntu, dẫn đầu bởi Jani Monoses, ra mắt ngày 1 tháng 6 năm 2006, như một phần của dòng Ubuntu 6.06 Dapper Drake, cùng với Kubuntu và Edubuntu.
Cody A.W. Somerville đã phát triển một chiến lược toàn diện cho dự án Xubuntu có tên là Xubuntu Strategy Document. Vào đầu năm 2009 tài liệu này đang chờ Ubuntu Community Council xem xét lần 2.
Tháng 2 năm 2009 Mark Shuttleworth đã chấp nhận rằng một phiên bản LXDE chính thức của Ubuntu, Lubuntu, sẽ được phát triển. Desktop LXDE dùng trình quản lý của sổ Openbox, và giống Xubuntu, được dự định là môi trường yêu cầu cấu hình thấp,dành cho netbook, các thiết bị di động và PC cũ và sẽ cạnh tranh với Xubuntu trong phân khúc này.
Tháng 11 năm 2009, Cody A.W. Somerville từ chức lãnh đạo dự án và đưa ra lời kêu gọi đề cử để giúp tìm người kế vị. Lionel Le Folgoc được cộng đồng Xubuntu xác nhận là người lãnh đạo dự án mới vào ngày 10 tháng 1 năm 2010 và yêu cầu thành lập một hội đồng Xubuntu chính thức. Tính đến late tháng 3 năm 2010, các cuộc thảo luận liên quan đến tương lai của quản trị Xubuntu và vai trò của một hội đồng có thể vẫn đang tiếp diễn.
Tháng 3 năm 2012 Charlie Kravetz, một cựu lãnh đạo dự án Xubuntu, chính thức rời khỏi dự án. Mặc dù vậy, các thành viên dự án đã chỉ ra rằng Xubuntu 12.04 sẽ hoàn thành trước dự kiến.
Vào đầu năm 2016, nhóm Xubuntu đã bắt đầu quá trình chuyển đổi dự án để trở thành hội đồng điều hành thay vì chỉ có một người lãnh đạo dự án. Vào ngày 1 tháng 1 năm 2017, một bài đăng chính thức trên trang blog của Xubuntu đã thông báo về sự hình thành chính thức của Hội đồng Xubuntu (Xubuntu Council). Mục đích của hội đồng không chỉ là đưa ra quyết định về tương lai của dự án, mà là đảm bảo hướng đi của dự án tuân thủ các hướng dẫn được thiết lập trong Strategy Document.

### Hiệu năng
Môi trường desktop Xfce được dự định sử dụng ít tài nguyên hệ thống hơn so với desktop GNOME mặc định của Ubuntu. Mới gần đây vào tháng 9 năm 2010, các nhà phát triển Xubuntu đã tuyên bố rằng RAM tối thiểu mà Xubuntu có thể chạy được là 128 MB, với 256 MB RAM được khuyến nghị mạnh mẽ tại thời điểm đó.
Thử nghiệm được thực hiện bởi Martyn Honeyford tại IBM vào tháng 1 năm 2007 trên Xubuntu 6.10 đã kết luận rằng nó "sử dụng bộ nhớ ứng dụng ít hơn khoảng 25 MB và cũng dùng ít hơn đáng kể vào buffers và cache (wcó thể ngụ ý rằng có ít hoạt động file hơn) so với Ubuntu."
Thử nghiệm sau đó cho thấy Xubuntu ở thế bất lợi so với Debian được trang bị desktop Xfce. Các thử nghiệm được thực hiện bởi DistroWatch trên máy Dell Dimension 4500, với một vi xử lý Intel 2 GHzvaf 384 MB bộ nhớ vào tháng 4 năm 2009, so sánh Xubuntu 9.04 với phiên bản Xfce của Debian 5.0.1. Điều này cho thấy Xubuntu đã sử dụng gấp đôi lượng RAM so với Debian trong các tác vụ đơn giản. Xubuntu cũng hết RAM khi thực hiện các tác vụ hàng ngày, cho thấy 384 MB RAM là không đủ. Đánh giá kết luận "Rõ ràng là tôi đã hết RAM và bắt đầu sử dụng không gian hoán đổi. Xem xét tôi đã không làm gì nhiều, điều này khá đáng thất vọng. Subsequent experimentation by Distrowatch concluded that the performance advantages observed in Debian were due to Xubuntu's inclusion of memory-hungry software not present in Debian's implementation of Xfce.
Thử nghiệm được tiến hành trên phiên bản mới hơn, Xubuntu 9.10 beta, vào tháng 9 năm 2009 cho thấy kết quả tương tự. Các thử nghiệm, được thực hiện bởi Linux Magazine, đã kết luận rằng mức sử dụng RAM của Xubuntu 9.10 beta thực sự lớn hơn so với phiên bản Ubuntu 9.10 beta với GNOME.
Các nhà đánh giá sau đó nhấn mạnh những thiếu sót về hiệu năng của Xubuntu trong việc làm nổi bật Lubuntu, một dự án có mục tiêu tương tự nhưng sử dụng môi trường desktop LXDE trái ngược với Xfce. Chẳng hạn, Damien Oh của Make Tech Easier đã lưu ý vào tháng 5 năm 2010, "Vậy còn Xubuntu thì sao? Nó không phải là tương đương nhẹ với Ubuntu? Đáng buồn thay, đó là một điều của quá khứ, tương đương với trọng lượng nhẹ được cho là không hề nhẹ. Trong khi Xubuntu đang sử dụng môi trường máy tính để bàn XFCE nhẹ, nó đã bị bugged [sic] bởi một số ứng dụng hạng nặng và cả việc tích hợp với desktop GNOME cũng làm nó mất lợi thế."